# شيح ابن سينا
الدَّمْسِيسَةُ أو شيح ابن سينا أو شجرة مريم أو دسيسة أو افسنتين أو كشوث رومي أو شيح رومي  أو الشيبة أو المركبات أنبوبية الزهر (الاسم العلمي: Artemisia absinthium) هي نوع نباتي يتبع جنس الشيح من الفصيلة النجمية.

## أسماء
الأفْسَنْتين أو الأَبْسَنْت أو الدَّمْسِيسَةُ أو الشّيح الرُّومي أو الخُتْرُق أو شيح ابن سينا أو الشيبة أو شجرة مريم أو شيبة العجوز أو الشُّوَيْلَاءُ أو الشيبة.

## موطنه
الموطن الأصلي لنبات الدمسيسة أوروبا واليوم ينمو في آسيا الوسطى وشرقي الولايات المتحدة الأمريكية ويزرع في الأقاليم المعتدلة في جميع أنحاء العالم ويتكاثر عن طريق البذور في الربيع أو بتقسيم الجذور في فصل الخريف وتجنى الأوراق والأزهار في نهاية الصيف. ينمو على جوانب الطرقات وفي البراري.

## الوصف النباتي

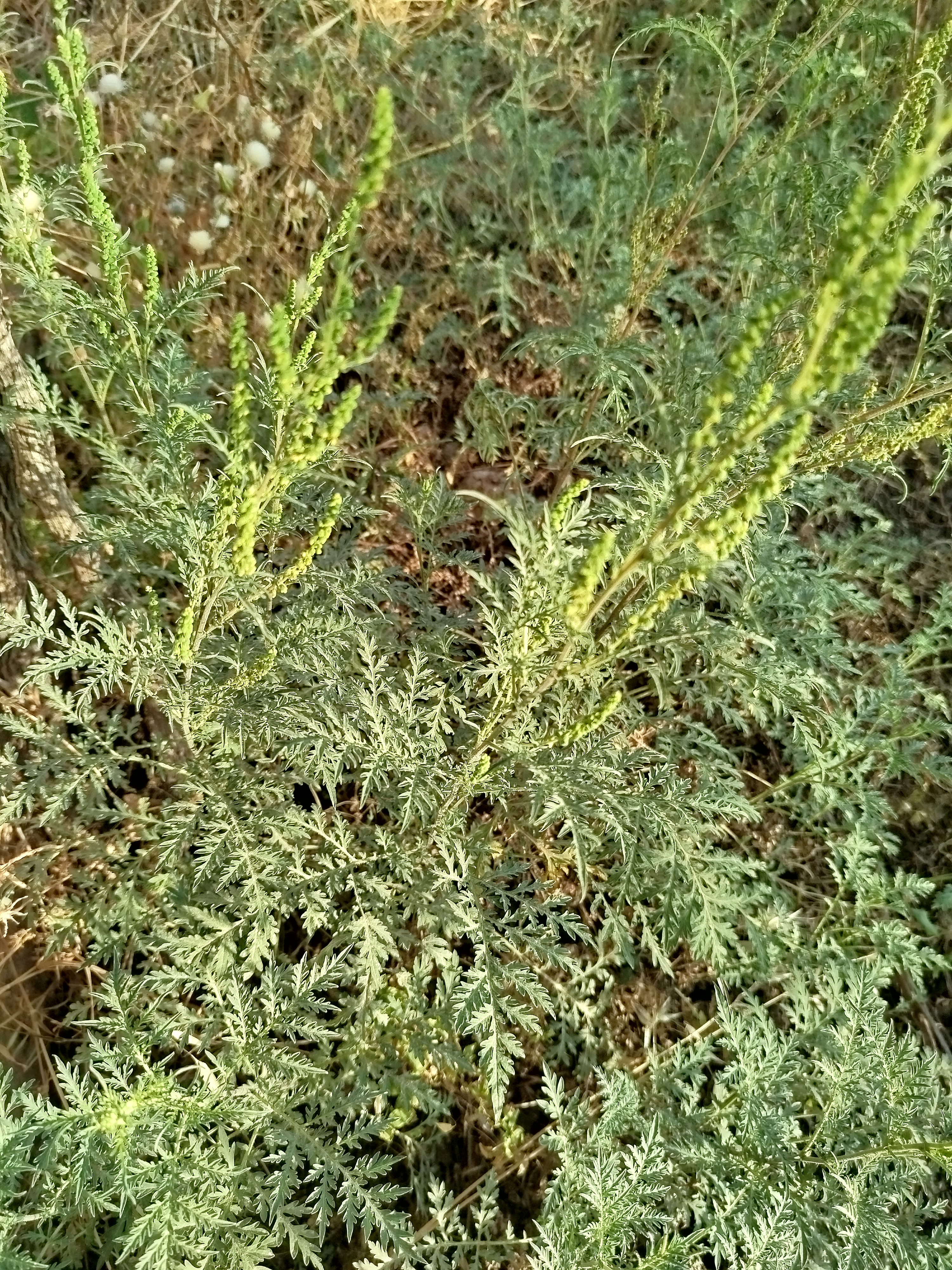
نبات الشيبة أو شيح ابن سينا

نبات معمر يصل ارتفاعه إلى حوالي متر ساقه خضراء إلى رمادية وأوراقه مركبة ريشية مغطاة بشعيرات كثيفة دقيقة بيضاء اللون ولها رائحة مميزة. الأزهار مركبة ذات لون مصفر والنبات له رائحة عطرية. يعرف بالافسنتين والشيبة وبالفرعونية شنايت.

## المحتويات الكيميائية للدمسيسة
تحتوي الدمسيسة على زيت طيار يصل نسبته إلى حوالي، 03 وزيت ثابت أهم مكوناته مادة الثوجون التي لها تأثير قوي في علاج حالات المغص الكلوي وتسهيل خروج الحصوات وإدرار البول.
كما يحتوي الزيت الطيار على ابروتامين وبيتابوربونين وسيسكوتربين لاكتون والمعروف بالارتيميزينين وكذلك فيتامين أ. كما يحتوي على جلوكوزيد الأفسنتين وعلى كامآزولين.
مخاطرها
يمنع استهلاك الشيبة من طرف الأشخاص الذين يعانون من مشاكل في الجهاز الهضمي وخصوصا قرحة المعدة. كما تكبح فعالية الأدوية المضادة للسرطان، وأدوية فقر الدم، ويمنع أيضا استهلاكها من طرف النساء الحوامل والأطفال.

## استعماله في الطب القديم[بحاجة لمصدر]
تعد الدمسيسة من الأعشاب المصرية القديمة التي كانت وما زالت لها شهرة كبيرة في الوصفات الشعبية العلاجية. وقد استخدمت قديما في تفتيت الحصوات والتخلص من أورام الرحم على شكل لبوس موضعي.
وكان هذا النبات في الماضي من المنكهات الرئيسية لشراب الفرموت الذي اشتق منه اسم الافستين الألماني، وكان يستخدم لتنقية كثير من المشروبات. ويعد هذا النبات أحد النباتات المرة بحق وله تأثير مقو على الجهاز الهضمي وبالأخص على المعدة والمرارة.
يقول ابن البيطار أن عشب الافسنتين يستعمل في الهضم والإدرار وطرد الدود. ويصنع منه شراب كحولي باسمه.